# Contea di Cambria
La contea di Cambria (in inglese Cambria County) è una contea dello Stato della Pennsylvania, negli Stati Uniti. La popolazione al censimento del 2000 era di 152 598 abitanti. Il capoluogo di contea è Ebensburg.

## Geografia
La contea si trova nel centro-sud dello Stato. È costituita da una regione montuosa sull’Altopiano di Allegheny, con i monti Allegheny lungo il confine orientale. I principali corsi d’acqua sono i fiumi Conemaugh e Little Conemaugh, il Glendale Lake e il Beaverdam Run.

### Contee confinanti
- Contea di Clearfield - nord
- Contea di Blair - est
- Contea di Bedford - sud-est
- Contea di Somerset - sud
- Contea di Westmoreland - sud-ovest
- Contea di Indiana - ovest

## Storia
La contea fu creata nel 1804 da parte delle contee di Huntingdon, Somerset e Beford. Il suo nome è il nome latino del Galles.

## Centri abitati[5]

### City
- Johnstown

### Boroughetownship
| - Ashville - borough - Brownstown - borough - Carrolltown - borough - Cassandra - borough - Chest Springs - borough - Cresson - borough - Daisytown - borough - Dale - borough - East Conemaugh - borough - Ebensburg (capoluogo) - borough - Ehrenfeld - borough - Ferndale - borough - Franklin - borough - Gallitzin - borough - Geistown- borough - Hastings- borough - Lilly - borough - Lorain - borough - Loretto - borough - Nanty-Glo- borough - Northern Cambria- borough - Patton- borough - Portage- borough - Sankertown- borough - Scalp Level- borough - South Fork- borough - Southmont- borough - Summerhill- borough - Tunnelhill- borough - Vintondale- borough - Westmont- borough - Wilmore- borough | - Adams - township - Allegheny - township - Barr - township - Blacklick - township - Cambria - township - Chest - township - Clearfield - township - Conemaugh - township - Cresson - township - Croyle - township - Dean - township - East Carroll - township - East Taylor - township - Elder - township - Gallitzin - township - Jackson - township - Lower Yoder - township - Middle Taylor - township - Munster - township - Portage - township - Reade - township - Richland - township - Stonycreek - township - Summerhill - township - Susquehanna - township - Upper Yoder - township - Washington - township - West Carroll - township - West Taylor - township - White - township |

### CDP
- Beaverdale
- Belmont
- Blandburg
- Colver
- Dunlo
- Elim
- Mundys Corner
- Oakland
- Revloc
- Riverside
- St. Michael
- Salix
- Sidman
- Spring Hill
- University of Pittsburgh Johnstown
- Vinco